# Озёрный (Нижегородская область)
Озёрный — посёлок в городском округе город Выкса Нижегородской области России, входящий в административно-территориальное образование рабочий посёлок Шиморское. Население — 9 (2010) чел.

## Общая физико-географическая характеристика
Географическое положение
По автомобильным дорогам расстояние до областного центра — города Нижнего Новгорода — составляет 230 км, до окружного центра — города Выксы — 34 км. В северо-восточной части посёлка расположено озеро Малое Свято. Абсолютная высота — 98 метров над уровнем моря.
Часовой пояс
Озёрный, как и вся Нижегородская область, находится в часовой зоне МСК (московское время). Смещение применяемого времени относительно UTC составляет +3:00.

## Население
| 1999 | 2002 | 2010 |
| ---- | ---- | ---- |
| 27   | ↘24  | ↘9   |

Национальный состав
Согласно результатам переписи 2002 года, в национальной структуре населения русские составляли  100 % из 24 человек.